# Canal de l'Union
Le canal de l'Union ou canal d'Union (en anglais : Union Canal) est un canal d'Écosse qui relie Édimbourg à Falkirk, où il rejoint le canal de Forth et Clyde. 

## Géographie
Ce canal, construit entre 1818 et 1822, est long de 50,7 km et a une altitude constante de 73 m. Son parcours ne comporte pas d'écluse, sauf à son extrémité débouchant dans le canal de Forth et Clyde.